# Baiyuerius digitus
Espèce
Baiyuerius digitus est une espèce d'araignées aranéomorphes de la famille des Agelenidae.

## Distribution
Cette espèce est endémique du Yunnan en Chine,. Elle se rencontre vers Kunming.

## Description
Le mâle holotype mesure 10,13 mm.

## Systématique et taxinomie
Cette espèce a été décrite par Wei et Liu en 2025.

## Publication originale
- Wei, Zhu, Liu, Zhang & Liu, 2025 : « New species and new combinations of the spider genus Baiyuerius Zhao, B. Li & S. Q. Li, 2023 (Araneae, Agelenidae, Coelotinae). » Zootaxa, no 5636(3), p. 401-442.